# 朝霞中央公園陸上競技場
朝霞中央公園陸上競技場（あさかちゅうおうこうえんりくじょうきょうぎじょう）は、埼玉県朝霞市にある陸上競技場。

## 概要
東武東上線・朝霞駅南口から南西方向に約1.5kmの朝霞中央公園の中にある。
同公園の南側には、朝霞中央公園野球場がある。
また、近くに朝霞市役所、朝霞市立図書館、朝霞総合体育館、朝霞中央公民館などがある。

## 施設概要
- 全天候型トラック（1周400メートル、8コース）
- フィールド（人工芝）
- ナイター設備
- 駐車場（53台収容）

## 交通
- 東武鉄道東武東上線・朝霞駅南口より徒歩約15分

## 落成記念試合
1992年8月、競技場の落成を記念し、「朝霞サッカーフェスティバル（朝霞中央公園陸上競技場落成記念試合）」として、浦和レッズ対横浜マリノス（当時）の試合が行われた。
| 1992年8月9日 15:00 |

| 浦和レッドダイヤモンズ                      | 2–2 | 横浜マリノス                  |
| ウエハラ 29分 · オスバルド・エスクデロ 31分 |     | 小泉淳嗣 28分 · 神野卓哉 35分 |

| 朝霞中央公園陸上競技場 観客数: 3,500人 主審: 中村祐 |